# Wadi al-Jarf
Wadi al-Jarf is de moderne naam van een Egyptische haven aan de Golf van Suez ten tijde van het Oude Rijk. Waarschijnlijk werd de haven voor het eerst in gebruik genomen onder Snofroe (ca. 2613 – 2589 v.Chr.) en werd vooral gebruikt onder Cheops (ca. 2589 – 2566 v.Chr.) om de mijnen van de Sinaï te bereiken, vooral die rond Wadi Maghara. Aan de overkant van de Golf van Suez lag de haven El-Markha. Daarmee is het voorlopig het oudste havencomplex ter wereld.
De vondst van minstens 22 kalkstenen ankers bevestigt de havenfunctie. Deze ankers zijn de belangrijkste vondsten van oude ankers in Egypte. Daarnaast zijn er duizenden opslagkruiken gevonden. Nog opmerkelijker is de vondst van honderden papyrusfragmenten die dateren van het 27e regeringsjaar van Cheops, wat ze de oudste overgeleverde beschreven papyri uit Egypte maakt.
Naast deze bureaucratische documenten zijn er ook honderden fragmenten overgeleverd van een persoonlijk logboek van Merer, een inspecteur uit Memphis die leiding gaf aan een team van zo'n 200 man. Opmerkelijk genoeg handelt dit niet over de activiteiten in Wadi al-jarf, maar onder meer over de bouw van de piramide van Cheops. Het noemt ook Anch-haf, halfbroer en vizier van Cheops, die de leiding had over de bouw van de piramide.
De haven werd voor het eerst ontdekt in 1832 door Wilkinson en werd in de jaren 1950 opnieuw ontdekt door een Frans team die het archeologisch werk echter stopte na het uitbreken van de Suezcrisis in 1956. In 2011 begon een Frans team opnieuw met opgravingen.